# 新亞歷山德里夫卡 (普里維利內市鎮)
47°32′8″N 32°13′9″E / 47.53556°N 32.21917°E
新亞歷山德里夫卡（烏克蘭語：Новоолександрівка），是位於烏克蘭南部的村莊，由尼古拉耶夫州巴什坦卡區的普里维利内市镇負責管轄，始建於1910年，面積0.25平方公里，海拔高度91米，2001年人口54，人口密度每平方公里216人。